# Västra Stackmora
Västra Stackmora är en bebyggelse i Orsa kommun i Dalarnas län. Bebyggelsen har av SCB klassats som en separat småort sedan 1900 utom 2020 då den klassades som en del av tätorten Orsa